# Verkiezingsgeografie
Onder verkiezingsgeografie wordt de verdeling van een land of regio in kiesdistricten of andersoortige bij de verkiezingen van belang zijnde regio's bedoeld. 

## Nederland
In Nederland is deze verdeling geregeld in de Kieswet. Voor de verkiezingen van de Tweede Kamer der Staten Generaal bestaan er 20 kieskringen die de BES-eilanden, een hele provincie of een deel daarvan omvatten: 
- Groningen
- Leeuwarden
- Assen
- Zwolle
- Lelystad
- Nijmegen
- Arnhem
- Utrecht
- Amsterdam
- Haarlem
- Den Helder
- Den Haag
- Rotterdam
- Dordrecht
- Leiden
- Middelburg
- Tilburg
- 's-Hertogenbosch
- Maastricht
- Bonaire.

Bij de Eerste Kamer der Staten Generaal zijn de provincies en de drie BES-eilanden gezamenlijk deze regio's, aangezien de vertegenwoordigers in de provincies en BES-eilanden de leden daarvan kiezen. 

## Elders
In andere landen kan de verkiezingsgeografie grote invloed hebben op de uitslag van de verkiezingen wanneer er met een systeem wordt gewerkt zonder evenredige vertegenwoordiging. Er kan een scheve verdeling ontstaan wanneer de indeling van kiesdistricten hetzelfde blijft, terwijl de bevolking in sommige districten veel harder groeit. Maar bij het aanpassen van de indeling kan de aanhang van een partij zo over kiesdistricten worden verdeeld dat de kans dat stemmen verloren gaan veel groter of juist kleiner wordt. Dit is dan ook een wijze waarop de coalitiepartijen of een andere meerderheid in het orgaan dat deze verdeling vaststelt (meestal het parlement) de verkiezingsuitslag en in het bijzonder de daarop volgende verdeling van de zetels kan beïnvloeden. Men spreekt in dat geval van kiesrechtgeografie of gerrymandering.